# Noetherse ring
In de abstracte algebra wordt een ring Noethers genoemd als zijn idealen aan een bepaalde voorwaarde van eindigheid voldoen. Men spreekt in dit verband ook uitdrukkelijk over ringen die voldoen aan de stijgende ketenvoorwaarde.
Noetherse ringen zijn genoemd naar Emmy Noether.

## Definiërende eigenschap
De volgende drie uitspraken over een commutatieve ring {\displaystyle A} zijn gelijkwaardig. Een Noetherse ring is een ring die aan één, en dus alle, van deze eigenschappen voldoet.
1. Ieder ideaal van {\displaystyle A} wordt voortgebracht (als {\displaystyle A}-moduul) door een eindig aantal elementen;
2. iedere stijgende keten van idealen van {\displaystyle A}: {\displaystyle a_{1}\subset a_{2}\subset \cdots \subset a_{n}\subset \cdots } wordt constant, dat wil zeggen er bestaat een index {\displaystyle m} zodat alle verdere idealen in de keten eraan gelijk zijn: {\displaystyle a_{m}=a_{m+1}=a_{m+2}=\ldots }
3. iedere niet-lege collectie idealen van {\displaystyle A} heeft een maximaal element, d.i. een ideaal dat geen deelverzameling is van enig ander lid van de collectie.

De tweede en derde voorwaarde zeggen dat de verzameling idealen van {\displaystyle A}, met de partiële orde "is een deelverzameling van" voldoet aan een abstracte ketenvoorwaarde (zie Lemma van Zorn).

## Voorbeelden en tegenvoorbeeld
- Elke eindige ring is Noethers.
- De ring der gehele getallen is Noethers.
- Een lichaam heeft maar twee idealen en is dus Noethers.
- Krachtens de basisstelling van Hilbert is de ring {\displaystyle m[X_{1},\ldots ,X_{n}]} der polynomen in {\displaystyle n} veranderlijken met coëfficiënten in een lichaam {\displaystyle m}, een Noetherse ring. Algemener geldt dat als {\displaystyle A} een Noetherse ring is, dan ook {\displaystyle A[X]}.
- De ring {\displaystyle C[0,1]} der continue functies op het gesloten eenheidsinterval is niet Noethers. Immers, voor elk willekeurig reëel getal {\displaystyle r} tussen 0 en 1 vormt de deelverzameling {\displaystyle a_{r}} der continue functies die de waarde 0 aannemen op het deelinterval {\displaystyle [0,r]}, een ideaal van {\displaystyle C[0,1]}. Maar de oneindige stijgende keten

{\displaystyle a_{1/2}\subset a_{1/3}\subset \ldots \subset a_{1/n}\subset \ldots }
bestaat uit allemaal onderling verschillende idealen.

## Toepassing
De basisstelling van Hilbert is het uitgangspunt voor de algebraïsche meetkunde. In feite zegt ze dat de oplossingsverzameling van een willekeurig aantal algebraïsche vergelijkingen altijd met een eindig aantal vergelijkingen kan worden beschreven.

## Hoogte en Krulldimensie
De hoogte van een priemideaal {\displaystyle I} in een Noetherse ring {\displaystyle A} is de lengte van de langste strikt stijgende keten priemidealen die eindigt in {\displaystyle I}. Met "lengte" bedoelen we het aantal inclusies, dus één enkel priemideaal is een keten van lengte 0.
De Krull-dimensie van {\displaystyle A} is de grootst mogelijke hoogte van een priemideaal van {\displaystyle A}, m.a.w. de lengte van de langst mogelijke keten priemidealen van {\displaystyle A}. Ze is genoemd naar Wolfgang Krull.

### Voorbeeld
In de gehele getallen zijn alle niet-triviale priemidealen maximaal, dus de Krull-dimensie is 1. Dit geldt algemener voor elk hoofdideaaldomein dat geen lichaam is.
Lichamen hebben Krull-dimensie 0. De ring der polynomen in {\displaystyle n} veranderlijken over een lichaam {\displaystyle m} heeft Krull-dimensie {\displaystyle n}. De ring der polynomen in {\displaystyle n} veranderlijken over een Noetherse ring met Krull-dimensie {\displaystyle m} heeft Krull-dimensie {\displaystyle m+n}.

## Primaire ontbinding
Een primaire ontbinding van een ideaal {\displaystyle I} in een ring {\displaystyle \mathbb {R} } is een schrijfwijze van {\displaystyle I} als doorsnede van een eindig aantal primaire idealen van {\displaystyle \mathbb {R} }.
In een Noetherse ring heeft ieder ideaal, behalve de ring zelf, een primaire ontbinding. Dit is een abstracte veralgemening van de hoofdstelling van de rekenkunde, als men bedenkt dat de primaire idealen van de ring der gehele getallen precies de idealen zijn die worden voortgebracht door een macht van een priemgetal.